# HMS Royal James (1671)
HMS Royal James — английский 102-пушечный линейный корабль 1-го ранга. Построен Энтони Дином на королевской верфи в Портсмуте за 24 000 фунтов стерлингов, спущен на воду 31 марта 1671 года.
Первый корабль Королевского флота, в котором железо было использовано для упрочнения конструкции, а не только в болтах и гвоздях. Строитель «Ройял Джеймса» Энтони Дин изменил планы судна, включив в них U-образные железные стержни для защиты обшивки корпуса, несмотря на резкое неодобрение представителя Адмиралтейства, клерка по делам актов Сэмюэля Пипса. В свою защиту Дин утверждал, что ему не хватало пригодной для использования древесины. Его аргументы были лично рассмотрены королем Карлом II, который поддержал использование железа. Однако это нововведение не было повторено на других кораблях Королевского флота до принятия Уложения 1719 года почти пятьдесят лет спустя.
«Ройял Джеймс» был одним из трёх кораблей Королевского флота, оснащенных пушкой «рупертино», изобретённой Рупрехтом Пфальцским. Корабль участвовал в сражении при Солебее 7 июня 1672 года (28 мая 1672 года по ст. Ст.) в качестве флагмана адмирала Эдварда Монтегю. Был атакован сначала Dolfijn, а затем Groot Hollandia, прежде чем, наконец, подвергся нападению голландских брандеров. «Ройял Джеймс»  был уничтожен пожаром и затонул. Монтегю погиб, хотя капитан корабля Ричард Хэддок выжил и сделал выдающуюся карьеру на флоте. Корабль прослужил всего четыре месяца.